# Александровка (Попельнастовская сельская община)
Алекса́ндровка (укр. Олекса́ндрівка; прежние названия — Ратьковка, Богоявленское, Ворошиловка) — село в Попельнастовской сельской общине Александрийского района Кировоградской области Украины.
Население по переписи 2023 года составляло 656 человек. Телефонный код — 5235. Код КОАТУУ — 3520380401.

## Известные уроженцы
- В селе родился Герой Советского Союза Александр Жежеря, именем которого оно сегодня и называется.
- В селе родился генерал-майор авиации Иван Литвин.